# Mäntsälä
Mäntsälä este o comună din Finlanda.